# Polia mongolica
Polia mongolica là một loài bướm đêm trong họ Noctuidae.